# L’Espresso
L’Espresso (произносится «Лэспрэ́ссо», с итал. — «Экспресс») — итальянский общественно-политический иллюстрированный еженедельный журнал.

## История
Выходит в Риме с 1955 года. Основан журналистом Арриго Бенедетти, возглавлявшим издание до 1963 года. Первоначально выходил в виде еженедельной газеты формата таблоид, затем преобразован в еженедельный журнал. В 1997 году вошёл в состав объединённой одноимённой издательской группы, в состав которой вошла также редакция ежедневной газеты La Repubblica и которая являлась частью промышленно-финансового холдинга CIR Group. С 2017 года издаётся группой GEDI, с 2022 года — BFC Media.

## Тираж
В середине 1980-х годов тираж еженедельника достигал 335 000 экземпляров, в декабре 2022 года — 178 292 экземпляров.